# Schaderthal
Schaderthal ist ein Ortsteil von Probstzella im Landkreis Saalfeld-Rudolstadt in Thüringen. Der Gemeindeteil Schaderthal hatte im Jahr 2019 einschließlich dem Ortsteil Schaderthaler Mühle 61 Einwohner.

## Geografie
Der Bach bereitet während der Schneeschmelze große Probleme, daher der Name. Am Dorf führt die Bundesstraße 85 vorüber. Die Gemarkung des Ortes ist 225,06 Hektar umfassend.

## Geschichte
Der Ort wurde 1440 erstmals urkundlich genannt. Erst gehörte der Ort zur Grafschaft Orlamünde-Lauenstein, dann kam er zinspflichtig zur Benediktinerabtei Saalfeld. Um 1860 waren die Erwerbsquellen auf dem Gebiet der Landwirtschaft Ackerbau, Viehzucht und Obstbau. Industriell waren die Schieferbrüche und Sägewerke Arbeitsstätten für die Bewohner. Später kamen Ferienlager und Tourismus hinzu. Der Bau der Eisenbahnstrecke brachte eine Intensivierung der Arbeit in das Gebiet.